# Saône-et-loire (IGP)
Pour les articles homonymes, voir Saône-et-Loire.
Le saône-et-loire, anciennement vin de pays de Saône-et-Loire, est un vin français d'indication géographique protégée de zone, produit dans le département de Saône-et-Loire, en Bourgogne-Franche-Comté.
Reconnu vin de pays par décret du 13 septembre 1968 et devenu en IGP en 2011, le vin IGP Saône-et-loire est rattaché au vignoble de Bourgogne.

## Vignoble

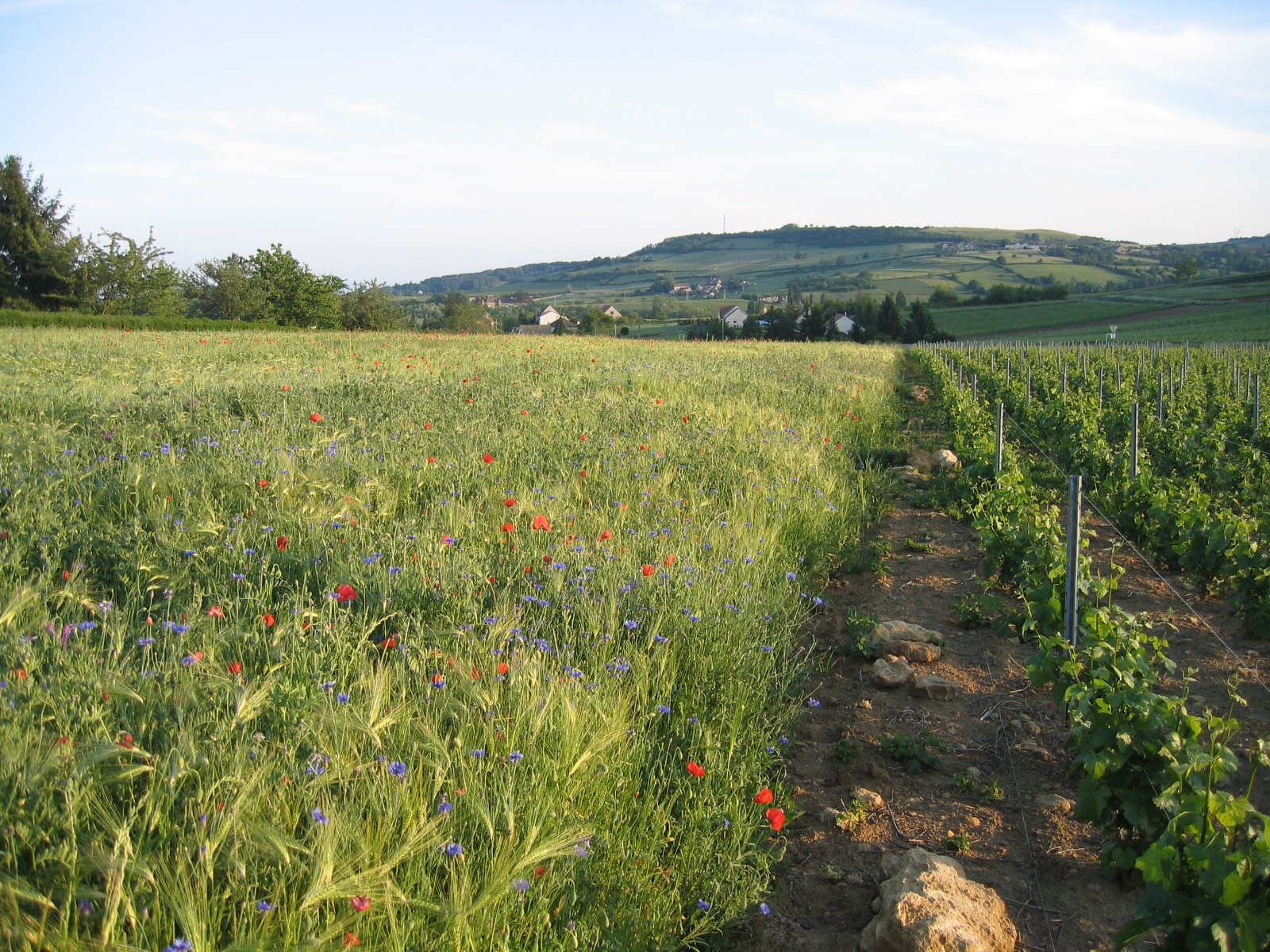
Vigne et céréales à Bissey

### Situation géographique
La récolte, la vinification et l'élaboration des vins doivent s'effectuer dans le département de Saône-et-Loire.

### Labels
Il existe six labellisations différentes : 
- Saône-et-loire blanc[2],
- Saône-et-loire rosé[3],
- Saône-et-loire rouge[4],
- Saône-et-loire primeur ou nouveau blanc[5],
- Saône-et-loire primeur ou nouveau rosé[6],
- Saône-et-loire primeur ou nouveau rouge[7].

### Encépagement
Les cépages utilisés sont, 
- pour les vins rouges : césar N, gamaret N, gamay N, merlot N, pinot noir N, syrah N
- pour les vins rosés : césar N, gamaret N, gamay N, merlot N, meunier N, pinot gris G, pinot noir N, sauvignon gris G, syrah N
- pour les vins blancs : aligoté B, auxerrois B, césar R, chardonnay B, chasselas B, chenin B, gamay N, gamaret N, melon B, merlot N, meunier N, pinot blanc B, pinot gris G, pinot noir N, saint-pierre doré B, sauvignon blanc B, sauvignon gris G, savagnin blanc B, syrah N, viognier B[1].

### Production
L'IGP produit des rouges, des rosés et des blancs.